# Quavo
Quavious Keyate Marshall (Athens, 2 de abril de 1991), conhecido por seu nome artístico Quavo (/ˈkweɪvoʊ/), é um rapper, cantor, compositor e produtor musical norte-americano. É conhecido por fazer parte do trio de rap/trap Migos. Quavo é parente de seus companheiros de grupo, sendo tio de Takeoff e primo de Offset.
Fora do grupo, Quavo participou de quatro singles que chegaram ao top 10 da Billboard Hot 100, incluindo "I'm the One" e "No Brainer", ambas de DJ Khaled. Em outubro de 2018 lançou seu primeiro álbum solo, Quavo Huncho, que alcançou a segunda posição na Billboard 200.

## Início de vida
Quavo frequentou a Berkmar High School antes de abandonar o seu último ano para continuar sua carreira musical. Durante o ensino médio, Quavo foi o quarterback na sua equipa de futebol americano da escola secundária e foi acreditado pelo seu treinador para ter uma carreira de futebol promissora. Ele também mostrou ser bom em outros desportos, incluindo basquetebol e futebol. Quavo lançou o seu primeiro álbum a solo em 2018,  intitulado "Quavo Huncho".

## Carreira musical
Migos foi formado em 2009 pelo Quavo, e foi acompanhado mais tarde por outros rappers, o sobrinho Takeoff e o primo Offset. O grupo foi formado depois que Quavo começou a distribuir sua mixtape em sua escola e foi ridicularizado por isso. Offset logo veio até Quavo e disse-lhe que gostava de sua música e perguntou se ele poderia se juntar a ele. O grupo era originalmente conhecido como Polo Club e é de Lawrenceville, na Geórgia. O grupo finalmente decidiu mudar seu nome para "Migos" depois que a marca de roupas Polo saiu de moda. Os três membros estão diretamente relacionados e foram criados juntos pela mãe de Quavo. Quavo é o tio de Takeoff e Offset é o primo de Quavo. O grupo lançou o seu primeiro projeto completo, uma mixtape intitulada Juug Season, em 25 de agosto de 2011. Seguiram com a mixtape No Label, em 1 de junho de 2012.
Migos aumentou a proeminência após o lançamento single "Versace", lançado em 2013. A música foi remixada com Drake e atingiu o número 99 no Billboard Hot 100 Chart e no gráfico Hot R&B / Hip-Hop Songs em 31.
Após o sucesso do segundo álbum de estúdio do Migos, o qual alcançou o número um no quadro Billboard 200 dos EUA, Quavo foi posteriormente apresentado em várias músicas populares, incluindo "Congratulations", "I'm the One", "Portland", "Strip That Down "e mais. Em uma entrevista com a GQ, o rapper Travis Scott, com quem o Quavo trabalhou anteriormente na colaboração do Young Thug "Pick Up the Phone", revelou que ele teve um álbum colaborativo com Quavo nos trabalhos.

## Discografia
- Yung Rich Nation (2015)
- Culture (2017)
- Culture II (2018)
- Culture III (2021)

### Extended plays
| Título                    | Detalhes |
| ------------------------- | --- |
| Culture III (Quavo's Way) | - Lançamento: 14 de Junho de 2021 - Gravadoras: YRN the Label, Quality Control, Capitol, Motown - Formato: Download digital, streaming |

### Como artista principal
| Título(s)                                                                                           | Ano  | Posições mais altas nas paradas | Posições mais altas nas paradas | Posições mais altas nas paradas | Posições mais altas nas paradas | Posições mais altas nas paradas | Posições mais altas nas paradas | Posições mais altas nas paradas | Certificações                  | Album                              |
| Título(s)                                                                                           | Ano  | US                              | US R&B/HH                       | US Rap                          | CAN                             | FRA                             | UK                              | WW                              | Certificações                  | Album                              |
| --------------------------------------------------------------------------------------------------- | ---- | ------------------------------- | ------------------------------- | ------------------------------- | ------------------------------- | ------------------------------- | ------------------------------- | ------------------------------- | ------------------------------ | ---------------------------------- |
| "Champions" (with Kanye West, Gucci Mane, Big Sean, 2 Chainz, Travis Scott, Yo Gotti and Desiigner) | 2016 | 71                              | 22                              | 15                              | 73                              | —                               | 128                             | —                               | - RIAA: Platinum - BPI: Silver | Non-album single                   |
| "Go Off" (with Lil Uzi Vert and Travis Scott)                                                       | 2017 | —                               | 39                              | —                               | —                               | 124                             | —                               | —                               | - RIAA: Gold                   | The Fate of the Furious: The Album |
| "Ice Tray" (as part Quality Control withLil Yachty)                                                 | 2017 | 74                              | 30                              | —                               | 67                              | —                               | —                               | —                               | - MC: Gold                     | Control the Streets, Vol. 1        |
| "Workin Me"                                                                                         | 2018 | 52                              | 18                              | 16                              | 48                              | —                               | —                               | —                               | - RIAA: Platinum               | Quavo Huncho                       |
| "Lamb Talk"                                                                                         | 2018 | —                               | —                               | —                               | —                               | —                               | —                               | —                               |                                | Quavo Huncho                       |
| "Bubble Gum"                                                                                        | 2018 | —                               | —                               | —                               | —                               | —                               | —                               | —                               |                                | Quavo Huncho                       |
| "Bacc At It Again" (with Yella Beezy and Gucci Mane)                                                | 2019 | 78                              | 33                              | 24                              | —                               | —                               | —                               | —                               | - RIAA: Gold                   | Baccend Beezy                      |
| "Too Much Shaft" (withSaweetie)                                                                     | 2019 | —                               | —                               | —                               | —                               | —                               | —                               | —                               |                                | Shaft                              |
| "Broke Leg" (with Tory Lanez and Tyga)                                                              | 2019 | —                               | —                               | —                               | 70                              | —                               | —                               | —                               |                                | Love Me Now? Reloaded              |
| "Lottery (Quavo Remix)" (with K Camp)                                                               | 2020 | —                               | —                               | —                               | —                               | —                               | —                               | —                               |                                | Non-album single                   |
| "Too Blessed" (with Rich the Kid and Takeoff)                                                       | 2020 | —                               | —                               | —                               | —                               | —                               | —                               | —                               |                                | Lucky 7                            |
| "Strub tha Ground" (with Yung Miami)                                                                | 2021 | —                               | —                               | —                               | —                               | —                               | —                               | —                               |                                | Non-album single                   |
| "Hotel Lobby (Unc & Phew)" (with Takeoff)                                                           | 2022 | 59                              | 12                              | 11                              | 63                              | —                               | —                               | 78                              | - RIAA: Gold                   | Only Built for Infinity Links      |
| "Us vs. Them" (with Takeoff & Gucci Mane)                                                           | 2022 | —                               | —                               | —                               | —                               | —                               | —                               | —                               |                                | Only Built for Infinity Links      |
| "Big Stunna" (with Takeoff & Birdman)                                                               | 2022 | —                               | —                               | —                               | —                               | —                               | —                               | —                               |                                | Only Built for Infinity Links      |
| "Nothing Changed" (with Takeoff)                                                                    | 2022 | —                               | 44                              | —                               | —                               | —                               | —                               | —                               |                                | Only Built for Infinity Links      |
| "—" indica que a gravação não foi incluída nas paradas ou não foi distribuída naquela região.       |      |                                 |                                 |                                 |                                 |                                 |                                 |                                 |                                |                                    |

### Como artista em destaque
| Título(s)                                                                                     | Ano  | Posições mais altas nas paradas | Posições mais altas nas paradas | Posições mais altas nas paradas | Posições mais altas nas paradas | Posições mais altas nas paradas | Posições mais altas nas paradas | Posições mais altas nas paradas | Posições mais altas nas paradas | Posições mais altas nas paradas | Posições mais altas nas paradas | Certificações | Album                           |
| Título(s)                                                                                     | Ano  | US                              | US R&B/HH                       | US Rap                          | AUS                             | CAN                             | FRA                             | GER                             | NZ                              | SWI                             | UK                              | Certificações | Album                           |
| --------------------------------------------------------------------------------------------- | ---- | ------------------------------- | ------------------------------- | ------------------------------- | ------------------------------- | ------------------------------- | ------------------------------- | ------------------------------- | ------------------------------- | ------------------------------- | ------------------------------- | --- | ------------------------------- |
| "What Are You Thinking?" (Mendo Kelly featuring Quavo)                                        | 2014 | —                               | —                               | —                               | —                               | —                               | —                               | —                               | —                               | —                               | —                               | | Non-album single                |
| "Get Home" (JR Castro featuring Kid Ink and Quavo)                                            | 2015 | —                               | —                               | —                               | —                               | —                               | —                               | —                               | —                               | —                               | —                               | | Sexpectations, Vol.1            |
| "F Cancer (Boosie)" (Young Thug featuring Quavo)                                              | 2016 | —                               | —                               | —                               | —                               | —                               | —                               | —                               | —                               | —                               | —                               | | I'm Up                          |
| "Minnesota" (Lil Yachty featuring Quavo, Skippa Da Flippa and Young Thug)                     | 2016 | —                               | —                               | —                               | —                               | —                               | —                               | —                               | —                               | —                               | —                               | - RIAA: Gold | Lil Boat                        |
| "Mr. Perfect" (Skippa Da Flippa featuring Quavo)                                              | 2016 | —                               | —                               | —                               | —                               | —                               | —                               | —                               | —                               | —                               | —                               | | I'm Havin 2                     |
| "Pick Up the Phone" (Young Thug and Travis Scott featuring Quavo)                             | 2016 | 43                              | 13                              | 7                               | —                               | 62                              | 95                              | —                               | —                               | —                               | 181                             | - RIAA: 2× Platinum - BPI: Gold - MC: 3× Platinum - SNEP: Gold                                                              | Birds in the Trap Sing McKnight |
| "Swervin Down" (Skippa Da Flippa featuring Quavo)                                             | 2016 | —                               | —                               | —                               | —                               | —                               | —                               | —                               | —                               | —                               | —                               | | Non-album single                |
| "Castro" (Yo Gotti featuring Kanye West, Big Sean, Quavo and 2 Chainz)                        | 2016 | —                               | —                               | —                               | —                               | —                               | —                               | —                               | —                               | —                               | —                               | | White Friday (CM9)              |
| "Good Drank" (2 Chainz featuring Gucci Mane and Quavo)                                        | 2017 | 70                              | 32                              | 22                              | —                               | —                               | —                               | —                               | —                               | —                               | —                               | - RIAA: 2× Platinum | Pretty Girls Like Trap Music    |
| "Congratulations" (Post Malone featuring Quavo)                                               | 2017 | 8                               | 5                               | 3                               | 30                              | 14                              | 110                             | 88                              | 24                              | 77                              | 26                              | - RIAA: 14× Platinum - ARIA: 7× Platinum - BPI: 2× Platinum - BVMI: Gold - MC: 6× Platinum - RMNZ: Gold                     | Stoney                          |
| "The Let Out" (Jidenna featuring Quavo)                                                       | 2017 | —                               | —                               | —                               | —                               | —                               | —                               | —                               | —                               | —                               | —                               | | The Chief                       |
| "Want Her" (DJ Mustard featuring Quavo and YG)                                                | 2017 | —                               | —                               | —                               | —                               | —                               | —                               | —                               | —                               | —                               | —                               | - RIAA: Platinum | Cold Summer                     |
| "Wind Up" (Keke Palmer featuring Quavo)                                                       | 2017 | —                               | —                               | —                               | —                               | —                               | —                               | —                               | —                               | —                               | —                               | | Non-album single                |
| "I'm the One" (DJ Khaled featuring Justin Bieber, Quavo, Chance the Rapper and Lil Wayne)     | 2017 | 1                               | 1                               | 1                               | 1                               | 1                               | 11                              | 4                               | 1                               | 6                               | 1                               | - RIAA: 9× Platinum - ARIA: 8× Platinum - BPI: 2× Platinum - BVMI: Platinum - MC: 3× Platinum - RMNZ: Platinum - SNEP: Gold | Grateful                        |
| "Trap Paris" (Machine Gun Kelly featuring Quavo and Ty Dolla Sign)                            | 2017 | —                               | —                               | —                               | —                               | 98                              | —                               | —                               | —                               | —                               | —                               | - RIAA: Gold | Bloom                           |
| "Portland" (Drake featuring Quavo and Travis Scott)                                           | 2017 | 9                               | 6                               | 3                               | —                               | 6                               | 119                             | 77                              | 38                              | 31                              | 27                              | - RIAA: 2× Platinum - BPI: Gold - FIMI: Gold                                                                                | More Life                       |
| "Raf" (ASAP Mob featuring ASAP Rocky, Playboi Carti, Quavo, Lil Uzi Vert and Frank Ocean)     | 2017 | —                               | —                               | —                               | —                               | 82                              | —                               | —                               | —                               | —                               | —                               | - RIAA: Platinum | Cozy Tapes Vol. 2: Too Cozy     |
| "Strip That Down" (Liam Payne featuring Quavo)                                                | 2017 | 10                              | —                               | —                               | 2                               | 11                              | 32                              | 10                              | 5                               | 30                              | 3                               | - RIAA: 3× Platinum - ARIA: 4× Platinum - BPI: 2× Platinum - BVMI: Platinum - RMNZ: Platinum                                | LP1                             |
| "Homie Bitch" (Lil Durk featuring Quavo and Lil Yachty)                                       | 2017 | —                               | —                               | —                               | —                               | —                               | —                               | —                               | —                               | —                               | —                               | | Non-album single                |
| "Know No Better" (Major Lazer featuring Travis Scott, Camila Cabello and Quavo)               | 2017 | 87                              | 36                              | —                               | 34                              | 30                              | 18                              | 40                              | 20                              | 30                              | 15                              | - RIAA: Gold - BPI: Platinum - ARIA: 2× Platinum - SNEP: Platinum                                                           | Know No Better                  |
| "Sway" (NexXthursday featuring Quavo and Lil Yachty)                                          | 2017 | —                               | —                               | —                               | —                               | —                               | —                               | —                               | —                               | —                               | —                               | | Non-album singles               |
| "Believe" (A-Trak featuring Quavo and Lil Yachty)                                             | 2017 | —                               | —                               | —                               | —                               | —                               | —                               | —                               | —                               | —                               | —                               | | Non-album singles               |
| "Forever" (Sigma featuring Quavo and Sebastian Kole)                                          | 2017 | —                               | —                               | —                               | —                               | —                               | —                               | —                               | —                               | —                               | —                               | | Non-album singles               |
| "Catch a Body" (LIVVIA featuring Quavo)                                                       | 2018 | —                               | —                               | —                               | —                               | —                               | —                               | —                               | —                               | —                               | —                               | | Non-album singles               |
| "Cupido" (Sfera Ebbasta featuring Quavo)                                                      | 2018 | —                               | —                               | —                               | —                               | —                               | —                               | —                               | —                               | 48                              | —                               | - FIMI: 3× Platinum | Rockstar                        |
| "Savior" (Iggy Azalea featuring Quavo)                                                        | 2018 | —                               | —                               | —                               | —                               | —                               | 161                             | —                               | —                               | —                               | —                               | | Non-album single                |
| "Pineapple" (Ty Dolla Sign featuring Gucci Mane and Quavo)                                    | 2018 | —                               | —                               | —                               | —                               | 91                              | —                               | —                               | —                               | —                               | —                               | - RIAA: Gold | Beach House 3                   |
| "Bigger Than You" (2 Chainz featuring Drake and Quavo)                                        | 2018 | 53                              | 28                              | 24                              | —                               | 43                              | —                               | —                               | —                               | —                               | —                               | - RIAA: Platinum - ARIA: Gold                                                                                               | Non-album single                |
| "VVS" (Ufo361 featuring Quavo)                                                                | 2018 | —                               | —                               | —                               | —                               | —                               | —                               | 16                              | —                               | 25                              | —                               | | VVS                             |
| "No Brainer" (DJ Khaled featuring Justin Bieber, Chance the Rapper and Quavo)                 | 2018 | 5                               | 4                               | —                               | 6                               | 4                               | 59                              | 15                              | 2                               | 12                              | 3                               | - RIAA: 2× Platinum - ARIA: 4× Platinum - BPI: Platinum - RMNZ: Gold                                                        | Father of Asahd                 |
| "100 Bands" (Mustard featuring Quavo, 21 Savage, YG and Meek Mill)                            | 2019 | —                               | —                               | —                               | —                               | —                               | —                               | —                               | —                               | —                               | —                               | - RIAA: Gold | Perfect Ten                     |
| "Chase the Money" (E-40 featuring Quavo, Roddy Ricch, ASAP Ferg and Schoolboy Q)              | 2019 | —                               | —                               | —                               | —                               | —                               | —                               | —                               | —                               | —                               | —                               | | Practice Makes Paper            |
| "Had Enough" (Don Toliver featuring Quavo and Offset)                                         | 2019 | 52                              | 23                              | 19                              | —                               | 42                              | —                               | —                               | —                               | 44                              | 60                              | | JackBoys and Heaven or Hell     |
| "Intentions" (Justin Bieber featuring Quavo)                                                  | 2020 | 5                               | 4                               | —                               | 2                               | 4                               | 83                              | 23                              | 1                               | 22                              | 9                               | - RIAA: 4× Platinum - ARIA: 3× Platinum - BPI: Platinum - BVMI: Gold - MC: 3× Platinum - RMNZ: Platinum                     | Changes                         |
| "Alright" (Hvme and 24kGoldn featuring Quavo)                                                 | 2021 | —                               | —                               | —                               | —                               | —                               | —                               | —                               | —                               | —                               | —                               | | Predefinição:Non-album single   |
| "Shmoney" (Bobby Shmurda featuring Quavo and Rowdy Rebel)                                     | 2021 | —                               | —                               | —                               | —                               | —                               | —                               | —                               | —                               | —                               | —                               | | ASA                             |
| "Magic City" (Fivio Foreign featuring Quavo)                                                  | 2022 | —                               | —                               | —                               | —                               | —                               | —                               | —                               | —                               | —                               | —                               | | B.I.B.L.E.                      |
| "—" indica que a gravação não foi incluída nas paradas ou não foi distribuída naquela região. |      |                                 |                                 |                                 |                                 |                                 |                                 |                                 |                                 |                                 |                                 | |                                 |

### Singles promocionais
| Título(s)                                                                                     | Ano  | Posições mais altas nas paradas | Posições mais altas nas paradas | Posições mais altas nas paradas | Posições mais altas nas paradas | Posições mais altas nas paradas | Posições mais altas nas paradas | Album            |
| Título(s)                                                                                     | Ano  | US                              | AUS                             | CAN                             | FRA Dig.                        | SCO                             | UK                              | Album            |
| --------------------------------------------------------------------------------------------- | ---- | ------------------------------- | ------------------------------- | ------------------------------- | ------------------------------- | ------------------------------- | ------------------------------- | ---------------- |
| "OMG" (Camila Cabello featuring Quavo)                                                        | 2017 | 81                              | 77                              | 53                              | 179                             | 37                              | 67                              | Non-album single |
| "2 Souls on Fire" (Bebe Rexha featuring Quavo)                                                | 2018 | —                               | —                               | —                               | —                               | —                               | —                               | Expectations     |
| "Bipolar" (Gucci Mane featuring Quavo)                                                        | 2018 | —                               | —                               | —                               | —                               | —                               | —                               | Evil Genius      |
| "Future" (with Madonna)                                                                       | 2019 | —                               | —                               | —                               | 16                              | 50                              | —                               | Madame X         |
| "—" indica que a gravação não foi incluída nas paradas ou não foi distribuída naquela região. |      |                                 |                                 |                                 |                                 |                                 |                                 |                  |

### Outras músicas nas paradas
| Título(s)                                                                                     | Ano  | Posições mais altas nas paradas | Posições mais altas nas paradas | Posições mais altas nas paradas | Posições mais altas nas paradas | Posições mais altas nas paradas | Posições mais altas nas paradas | Posições mais altas nas paradas | Posições mais altas nas paradas | Certificações    | Album                                 |
| Título(s)                                                                                     | Ano  | US                              | US R&B/HH                       | US Rap                          | CAN                             | IRE                             | NZ Hot                          | SWI                             | UK                              | Certificações    | Album                                 |
| --------------------------------------------------------------------------------------------- | ---- | ------------------------------- | ------------------------------- | ------------------------------- | ------------------------------- | ------------------------------- | ------------------------------- | ------------------------------- | ------------------------------- | ---------------- | ------------------------------------- |
| "Oh My Dis Side" (Travis Scott featuring Quavo)                                               | 2015 | —                               | —                               | —                               | —                               | —                               | —                               | —                               | —                               |                  | Rodeo                                 |
| "Guwop" (Young Thug featuring Quavo, Offset, and Young Scooter)                               | 2016 | —                               | 45                              | —                               | —                               | —                               | —                               | —                               | —                               | - RIAA: Platinum | Jeffery                               |
| "The Difference" (Meek Mill featuring Quavo)                                                  | 2016 | 84                              | 35                              | —                               | —                               | —                               | —                               | —                               | —                               |                  | DC4                                   |
| "Ball Player" (Meek Mill featuring Quavo)                                                     | 2017 | —                               | —                               | —                               | —                               | —                               | —                               | —                               | —                               |                  | Wins & Losses                         |
| "Rap Saved Me" (21 Savage, Offset, and Metro Boomin featuring Quavo)                          | 2017 | 64                              | 26                              | 21                              | 46                              | —                               | —                               | —                               | —                               | - RIAA: Platinum | Without Warning                       |
| "Eye 2 Eye" (with Travis Scott as Huncho Jack featuring Takeoff)                              | 2017 | 65                              | 27                              | 25                              | 55                              | —                               | —                               | —                               | —                               |                  | Huncho Jack, Jack Huncho              |
| "Modern Slavery" (with Travis Scott as Huncho Jack)                                           | 2017 | 68                              | 29                              | —                               | 59                              | —                               | —                               | —                               | —                               |                  | Huncho Jack, Jack Huncho              |
| "Black & Chinese" (with Travis Scott as Huncho Jack)                                          | 2017 | 71                              | 31                              | —                               | 58                              | —                               | —                               | —                               | —                               |                  | Huncho Jack, Jack Huncho              |
| "Dubai Shit" (with Travis Scott as Huncho Jack featuring Offset)                              | 2017 | 83                              | 35                              | —                               | 63                              | —                               | —                               | —                               | —                               |                  | Huncho Jack, Jack Huncho              |
| "Huncho Jack" (with Travis Scott as Huncho Jack)                                              | 2017 | 87                              | 38                              | —                               | 75                              | —                               | —                               | —                               | —                               |                  | Huncho Jack, Jack Huncho              |
| "Motorcycle Patches" (with Travis Scott as Huncho Jack)                                       | 2017 | 90                              | 39                              | —                               | 71                              | —                               | —                               | —                               | —                               |                  | Huncho Jack, Jack Huncho              |
| "Saint" (with Travis Scott as Huncho Jack)                                                    | 2017 | 92                              | 40                              | —                               | 72                              | —                               | —                               | —                               | —                               |                  | Huncho Jack, Jack Huncho              |
| "Saint Laurent Mask" (with Travis Scott as Huncho Jack)                                       | 2017 | —                               | —                               | —                               | 93                              | —                               | —                               | —                               | —                               |                  | Huncho Jack, Jack Huncho              |
| "Go" (with Travis Scott as Huncho Jack)                                                       | 2017 | —                               | —                               | —                               | 100                             | —                               | —                               | —                               | —                               |                  | Huncho Jack, Jack Huncho              |
| "Faith" (Nav featuring Quavo)                                                                 | 2018 | —                               | —                               | —                               | 72                              | —                               | —                               | —                               | —                               | - MC: Gold       | Reckless                              |
| "Biggest Alley Oop"                                                                           | 2018 | 86                              | 40                              | —                               | 69                              | —                               | 19                              | —                               | —                               |                  | Quavo Huncho                          |
| "Huncho Dreams"                                                                               | 2018 | 93                              | 44                              | —                               | —                               | —                               | —                               | —                               | —                               |                  | Quavo Huncho                          |
| "Pass Out" (featuring 21 Savage)                                                              | 2018 | 61                              | 29                              | —                               | 56                              | 68                              | 10                              | 71                              | 94                              |                  | Quavo Huncho                          |
| "Flip the Switch" (featuring Drake)                                                           | 2018 | 48                              | 23                              | 21                              | 26                              | 76                              | 7                               | 80                              | 55                              | - RIAA: Gold     | Quavo Huncho                          |
| "Give It to Em" (featuring Saweetie)                                                          | 2018 | —                               | —                               | —                               | —                               | —                               | —                               | —                               | —                               |                  | Quavo Huncho                          |
| "Shine"                                                                                       | 2018 | —                               | —                               | —                               | —                               | —                               | —                               | —                               | —                               |                  | Quavo Huncho                          |
| "Champagne Rosé" (featuring Madonna and Cardi B)                                              | 2018 | —                               | —                               | —                               | —                               | —                               | —                               | —                               | —                               |                  | Quavo Huncho                          |
| "Lose It" (featuring Lil Baby)                                                                | 2018 | 100                             | 47                              | —                               | 68                              | —                               | —                               | —                               | —                               |                  | Quavo Huncho                          |
| "Rerun" (featuring Travis Scott)                                                              | 2018 | 88                              | 41                              | —                               | 70                              | —                               | 15                              | —                               | —                               |                  | Quavo Huncho                          |
| "Lost It" (Rich the Kid featuring Quavo and Offset)                                           | 2018 | —                               | —                               | —                               | 91                              | —                               | —                               | —                               | —                               | - RIAA: Gold     | The World Is Yours                    |
| "Shake the Room" (Pop Smoke featuring Quavo)                                                  | 2020 | 93                              | 43                              | —                               | 98                              | —                               | —                               | —                               | 76                              | - RIAA: Gold     | Meet the Woo 2                        |
| "Pick Up" (DaBaby featuring Quavo)                                                            | 2020 | 44                              | 19                              | 16                              | 78                              | —                               | 8                               | —                               | —                               | - RIAA: Gold     | Blame It on Baby                      |
| "Aim for the Moon" (Pop Smoke featuring Quavo)                                                | 2020 | 34                              | 16                              | 13                              | 27                              | —                               | —                               | —                               | —                               |                  | Shoot for the Stars, Aim for the Moon |
| "Snitching" (Pop Smoke featuring Quavo and Future)                                            | 2020 | 54                              | 30                              | —                               | 51                              | —                               | —                               | —                               | —                               |                  | Shoot for the Stars, Aim for the Moon |
| "West Coast Shit" (Pop Smoke featuring Tyga and Quavo)                                        | 2020 | 65                              | 37                              | —                               | 48                              | —                               | —                               | —                               | —                               |                  | Shoot for the Stars, Aim for the Moon |
| "Back Door" (Pop Smoke featuring Quavo and Kodak Black)                                       | 2021 | —                               | —                               | —                               | 76                              | —                               | —                               | —                               | —                               |                  | Faith                                 |
| "Party" (DJ Khaled featuring Quavo and Takeoff)                                               | 2022 | 66                              | 22                              | 20                              | 76                              | —                               | —                               | —                               | —                               |                  | God Did                               |
| "To the Bone" (with Takeoff and YoungBoy Never Broke Again)                                   | 2022 | 83                              | 24                              | —                               | —                               | —                               | 32                              | —                               | —                               |                  | Only Built for Infinity Links         |
| "Chocolate" (with Takeoff, Young Thug, and Gunna)                                             | 2022 | —                               | 48                              | —                               | —                               | —                               | —                               | —                               | —                               |                  | Only Built for Infinity Links         |
| "Messy" (with Takeoff)                                                                        | 2022 | —                               | 42                              | —                               | —                               | —                               | —                               | —                               | —                               |                  | Only Built for Infinity Links         |
| "—" indica que a gravação não foi incluída nas paradas ou não foi distribuída naquela região. |      |                                 |                                 |                                 |                                 |                                 |                                 |                                 |                                 |                  |                                       |

## Filmografia
Cinema
| Ano  | Título           | Personagem | Nota |
| ---- | ---------------- | ---------- | ---- |
| 2022 | Savage Salvation | Coyote     |      |

#### Televisão
| Ano  | Título                 | Personagem | Nota                            |
| ---- | ---------------------- | ---------- | ------------------------------- |
| 2016 | Atlanta                | Ele mesmo  | Episode: "Go for Broke"         |
| 2018 | Star                   | Ele mesmo  | Episode: "Dreamers"             |
| 2019 | Black-ish              | Ele mesmo  | Episode: "Relatively Grown Man" |
| 2019 | Ballers                | Ele mesmo  | Episode: "Players Only"         |
| 2020 | Justin Bieber: Seasons | Ele mesmo  | Episode: "The Finale"           |
| 2020 | Narcos: Mexico         | Ele mesmo  | Episode: "Alea lacta Est"       |

## Prêmios e indicações
| Ano  | Prêmio                          | Categoria                    | Destinatário(s) e Nomeado(s)                                                   | Resultado |
| ---- | ------------------------------- | ---------------------------- | ------------------------------------------------------------------------------ | --------- |
| 2017 | Teen Choice Awards              | Choice Electronic/Dance Song | "Know No Better" (with Major Lazer, Travis Scott and Camila Cabello)           | Venceu    |
| 2017 | Teen Choice Awards              | Choice R&B/Hip-Hop Song      | "I'm the One" (with DJ Khaled, Justin Bieber, Chance the Rapper and Lil Wayne) | Venceu    |
| 2017 | MTV Video Music Awards          | Best Hip Hop Video           | "I'm the One" (with DJ Khaled, Justin Bieber, Chance the Rapper and Lil Wayne) | Indicado  |
| 2017 | American Music Awards           | Collaboration of the Year    | "I'm the One" (with DJ Khaled, Justin Bieber, Chance the Rapper and Lil Wayne) | Indicado  |
| 2017 | American Music Awards           | Favorite Song – Rap/Hip-Hop  | "I'm the One" (with DJ Khaled, Justin Bieber, Chance the Rapper and Lil Wayne) | Venceu    |
| 2018 | Nickelodeon Kids' Choice Awards | Favorite Song                | "I'm the One" (with DJ Khaled, Justin Bieber, Chance the Rapper and Lil Wayne) | Indicado  |
| 2018 | Billboard Music Awards          | Top Streaming Song (Audio)   | "Congratulations" (with Post Malone)                                           | Indicado  |
| 2018 | Billboard Music Awards          | Top Rap Song                 | "I'm the One" (with DJ Khaled, Justin Bieber, Chance the Rapper and Lil Wayne) | Indicado  |
| 2020 | MTV Video Music Awards          | Best Pop Video               | "Intentions" (with Justin Bieber)                                              | Indicado  |